# Puermytrans chiliensis
Puermytrans chiliensis är en fjärilsart som beskrevs av Pierre E.L. Viette 1951. Puermytrans chiliensis ingår i släktet Puermytrans och familjen rotfjärilar. Inga underarter finns listade i Catalogue of Life.